# Superboy (TV-serie)
Superboy är en amerikansk TV-serie. Den bytte namn till The Adventures of Superboy inför fjärde säsongen.
Serien handlar om Stålpojken från DC Comics.

### Fotnoter
1. ↑  ”Superboy - The Complete First Season” (på engelska). IGN. 26 juni 2006. http://uk.dvd.ign.com/articles/714/714951p1.html. Läst 18 november 2014.
2. ↑  ”They Hope This 'Superboy' Flies” (på engelska). Orlando Sentinel. 24 augusti 1989. Arkiverad från originalet den 21 november 2011. https://web.archive.org/web/20111121013841/http://articles.orlandosentinel.com/1989-08-24/lifestyle/8908232332_1_superboy-salkind-clark-kent. Läst 18 november 2014.
3. ↑  ”First Area Tv Series Set To Fly 'Superboy' Production Booked For August Start” (på engelska). Orlando Sentinel. 24 juni 1988. Arkiverad från originalet den 29 november 2014. https://web.archive.org/web/20141129071957/http://articles.orlandosentinel.com/1988-06-24/news/0050090022_1_superboy-ilya-salkind-central-florida. Läst 18 november 2014.
4. ↑  ”Superboy” (på engelska). TV.com. 1988-1992. http://www.tv.com/shows/the-adventures-of-superboy/. Läst 18 november 2014.
5. ↑  ”New `Superboy` Season Loses Sunny Florida Glow”. Sun Sentinel. 29 juli 2014. Arkiverad från originalet den 16 maj 2012. https://web.archive.org/web/20120516191524/http://articles.sun-sentinel.com/1990-07-29/features/9002060369_1_shuster-university-superboy-john-haymes-newton. Läst 18 november 2014.